# Šavlova Lhota
Šavlova Lhota, také Mýto (německy Schlagl),  je zaniklá ves na území vojenského újezdu Boletice, v katastrálním území Třebovice u Českého Krumlova. Nachází se v nadmořské výšce cca 670 m, 3 km jihozápadně od Chvalšin. První písemná zmínka pochází z roku 1440 (jiné zdroje uvádějí rok 1296). V roce 1910 zde stálo 5 domů a žilo 34 obyvatel. Ves byla osadou obce Střemily (dříve náležela k rychtě v Polné na Šumavě). Zanikla v 50. letech 20. století v souvislosti se zřízením vojenského újezdu Boletice.